# Orłowice
Orłowice – wieś łańcuchowa w południowo-zachodniej Polsce, położona w województwie dolnośląskim, w powiecie lwóweckim, w gminie Mirsk.

## Położenie
Wieś leży w województwie dolnośląskim, w powiecie lwóweckim, w gminie Mirsk – pomiędzy Mirskiem na północy a Świeradowem-Zdrój na południu. Jest położona w Górach Izerskich u podnóża Grzbietu Kamienickiego oraz na Pogórzu Izerskim, w południowej części Kotliny Mirskiej, na lewym brzegu Kwisy, na wysokości 390–450 m n.p.m.

## Podział administracyjny
W latach 1975–1998 miejscowość położona była w województwie jeleniogórskim.

## Historia

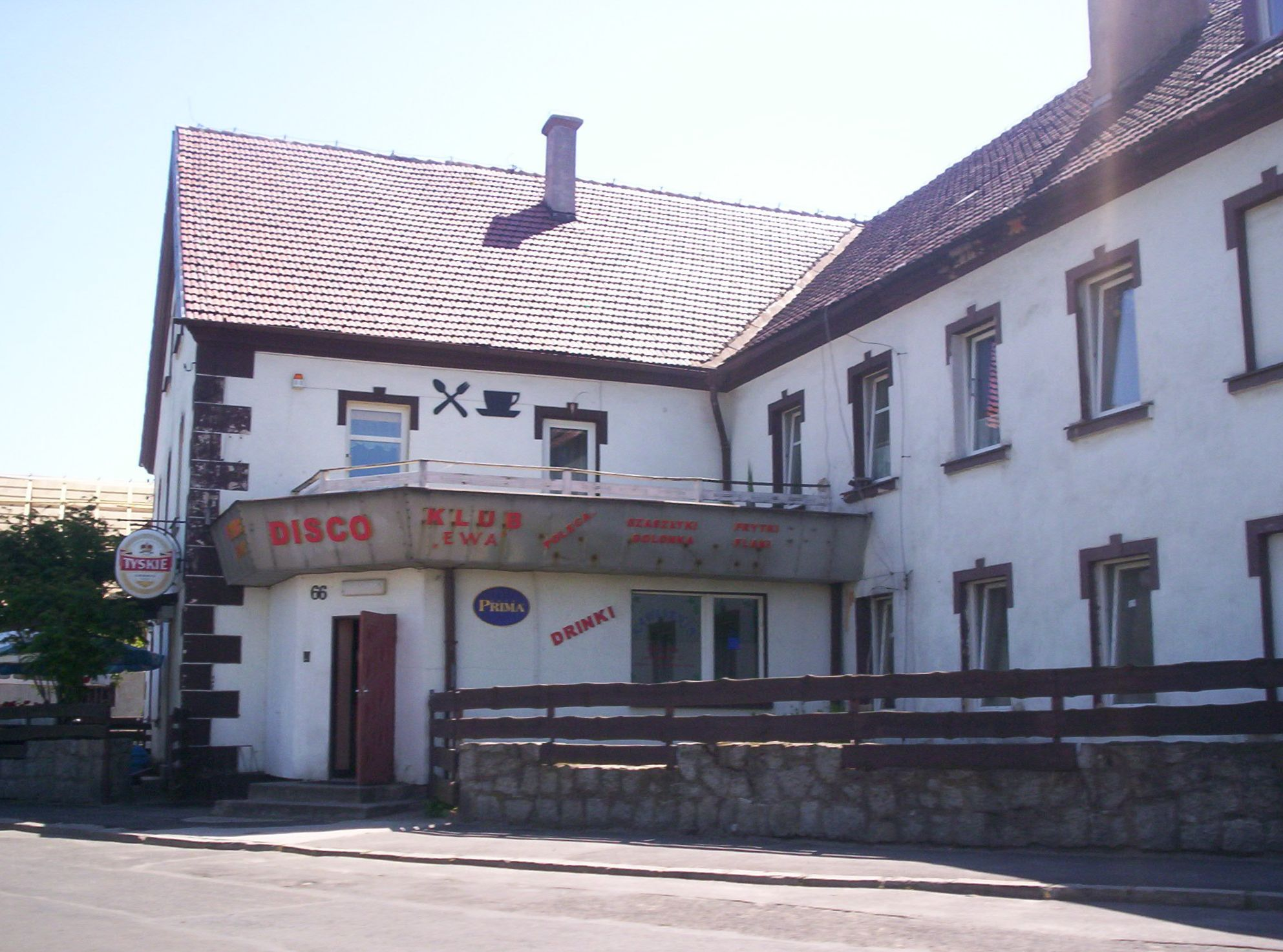
Klub Ewa

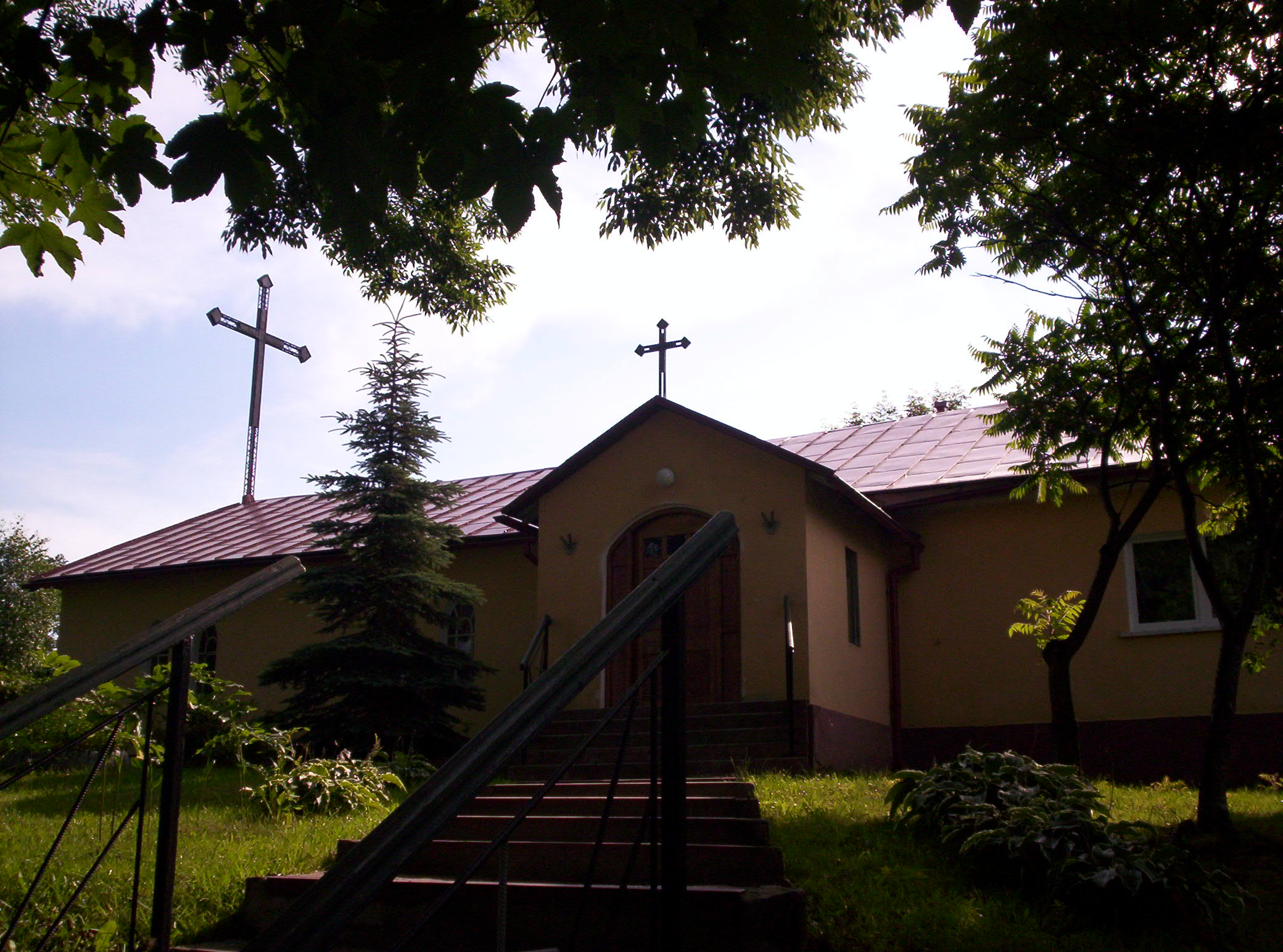
Kaplica parafii św. Józefa w Świeradowie-Zdroju

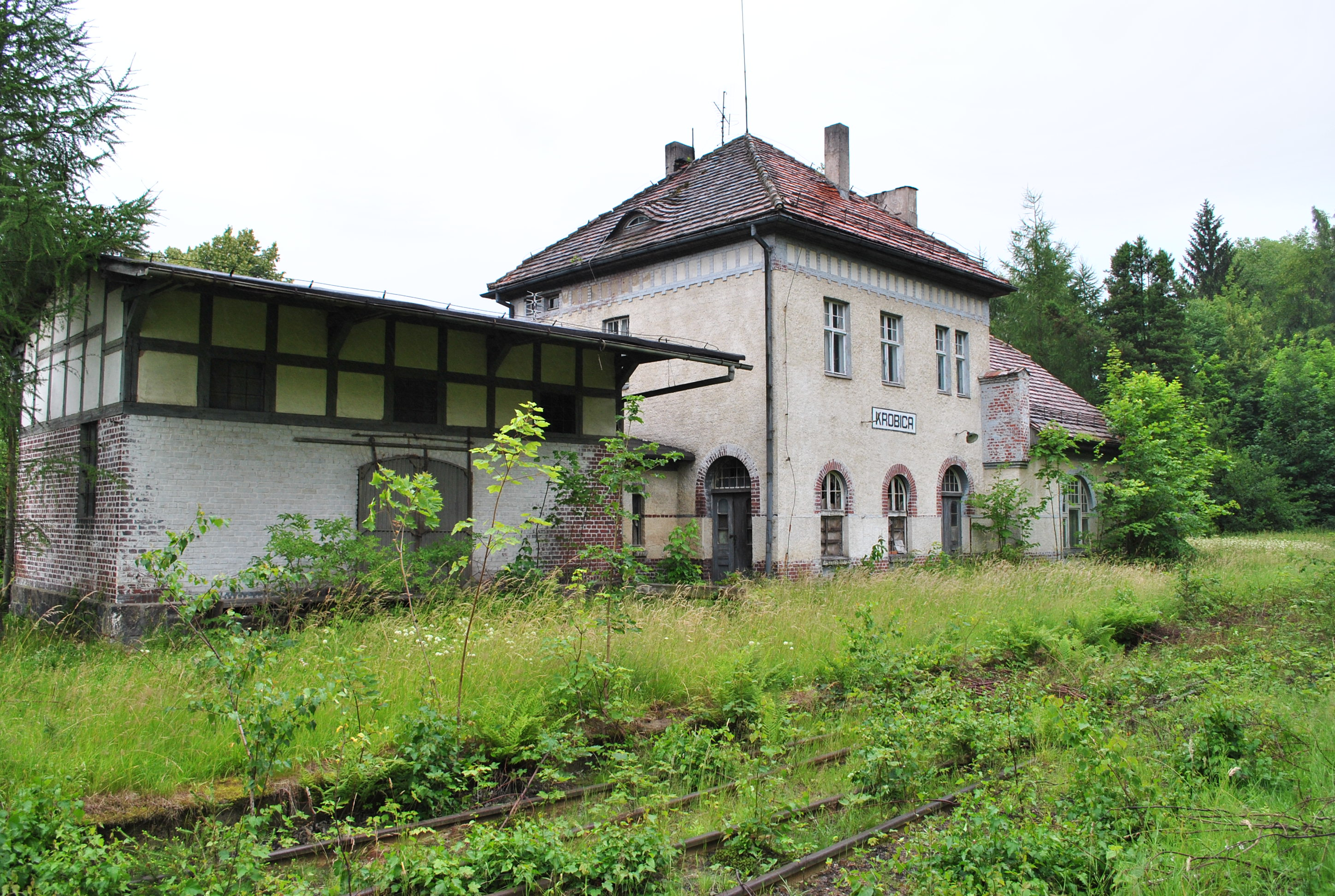
Nieczynny przystanek kolejowy Krobica, położony na terenie Orłowic

- 1373 – pierwsza wzmianka o Orłowicach wymieniona jako Albrechtsdorf;
- 1575
  - zamiana nazwy wsi na Ullersdorf na cześć Ulryka von Schaffgotscha;
  - wzmianka o młynie papierniczym, najstarszym w tej części Sudetów i sprzedaż tego młyna przez Hansa Schaafa Gotschego z Chojnika i Gryfa Hansowi Holbyg;
- 1669 – wzmianka o „dolnym” młynie papierniczym, który został spalony w 1816 roku;
- 31 października 1909 – otwarcie linii kolejowej, która prowadziła przez Orłowice;
- 1945 – włączenie wsi do Polski;
- Lata 70. – stwierdzenie obecności na terenie wsi kasyterytu;
- 1998 – zamknięcie linii kolejowej prowadzącej przez wieś[5][6][7].

## Gospodarka
Orłowice w przeszłości stanowiły ośrodek przemysłowy. Funkcjonowała tu fabryka płyt pilśniowych, a także zakład posypki papowej. Po przemianach gospodarczych gospodarka wsi uległa dużym zmianom. Na zachód od wsi, u podnóża Zajęcznika (595 m n.p.m.) znajduje się kopalnia łupka serycytowego “Wyrwa”, natomiast w południowej części funkcjonuje tartak. W październiku 2014 w Orłowicach zarejestrowanych było około 15 firm, głównie z zakresu usług motoryzacyjnych, a także sklepów.

## Turystyka, sport i rekreacja
Na wschód od wsi biegnie  z Sępiej Góry do Mirska. Ze wsi, która jest położona u podnóży Gór Izerskich można podziwiać widoki na te góry w stronę Świeradowa-Zdroju. Można zobaczyć takie szczyty górskie jak np. Zajęcznik czy Stóg Izerski.
Na granicy wsi znajduje się boisko założonego w roku 1966 klubu piłki nożnej Ludowy Związek Sportowy Kwisa Mroczkowice, który w sezonie 2014/2015 grał w B-klasie rozgrywek piłki nożnej.

## Komunikacja
Przez wieś prowadzą dwie drogi wojewódzkie:
- DW358 Włosień – Pobiedna – Orłowice – Świeradów-Zdrój – Szklarska Poręba
- DW361 Radoniów – Mirsk – Orłowice – granica państwa

Przez wieś przebiega linia kolejowa nr 336 Mirsk – Świeradów Zdrój, która została uruchomiona 31 października 1909. We wsi znajduje się przystanek kolejowy Orłowice. 12 lutego 1996 przyjechał tu ostatni pociąg osobowy w kierunku Gryfowa Śląskiego. Pod koniec 2023 r. linię ponownie uruchomiono.
We wsi znajduje się też przystanek autobusowy, dzięki któremu można z niej dojechać autobusem głównie do pobliskiego Mirska i Świeradowa – Zdroju oraz do Jeleniej Góry.

## Galeria

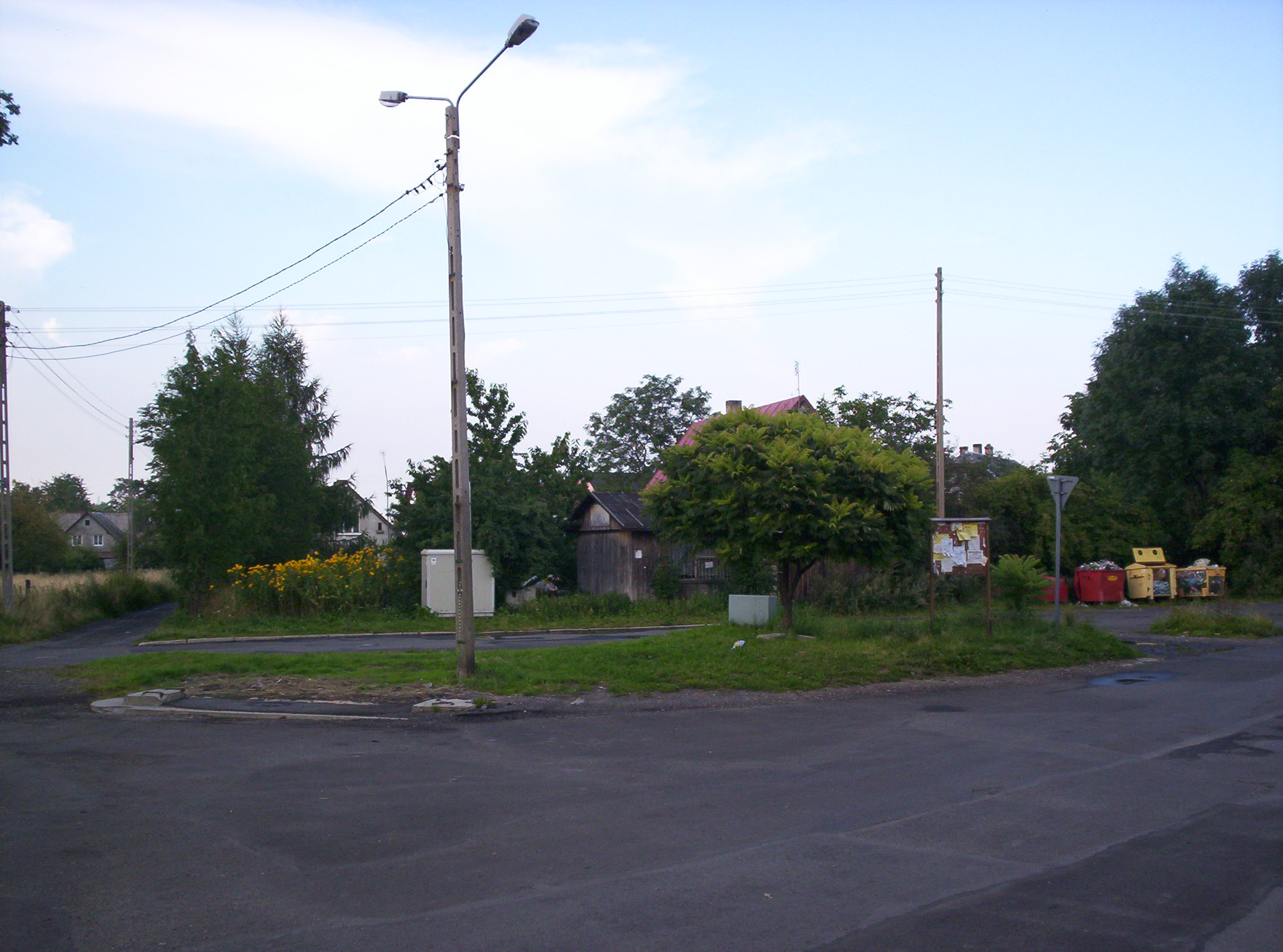
Plac w centrum wsi
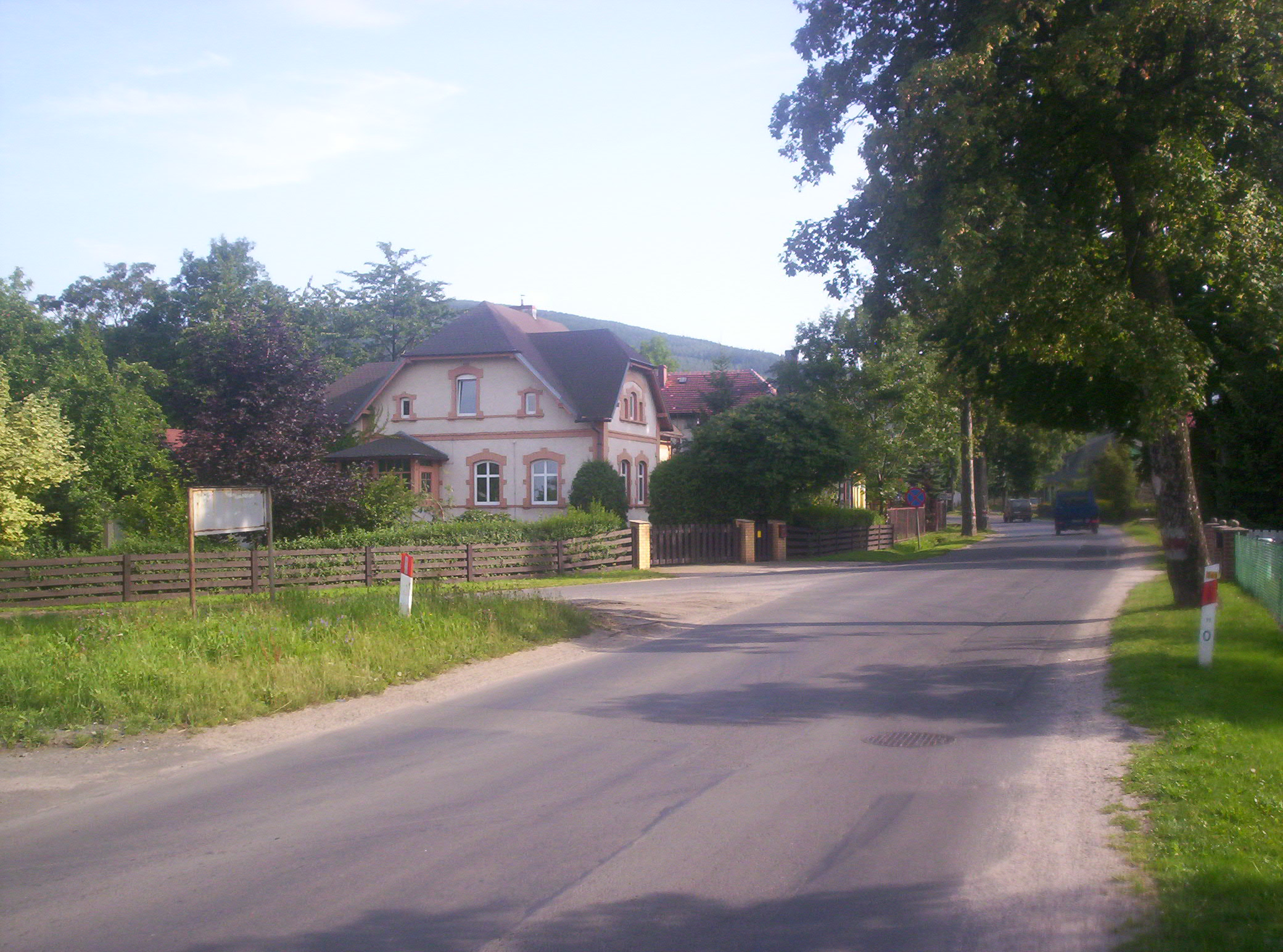
DW 361 (widok w kierunku Świeradowa-Zdroju)
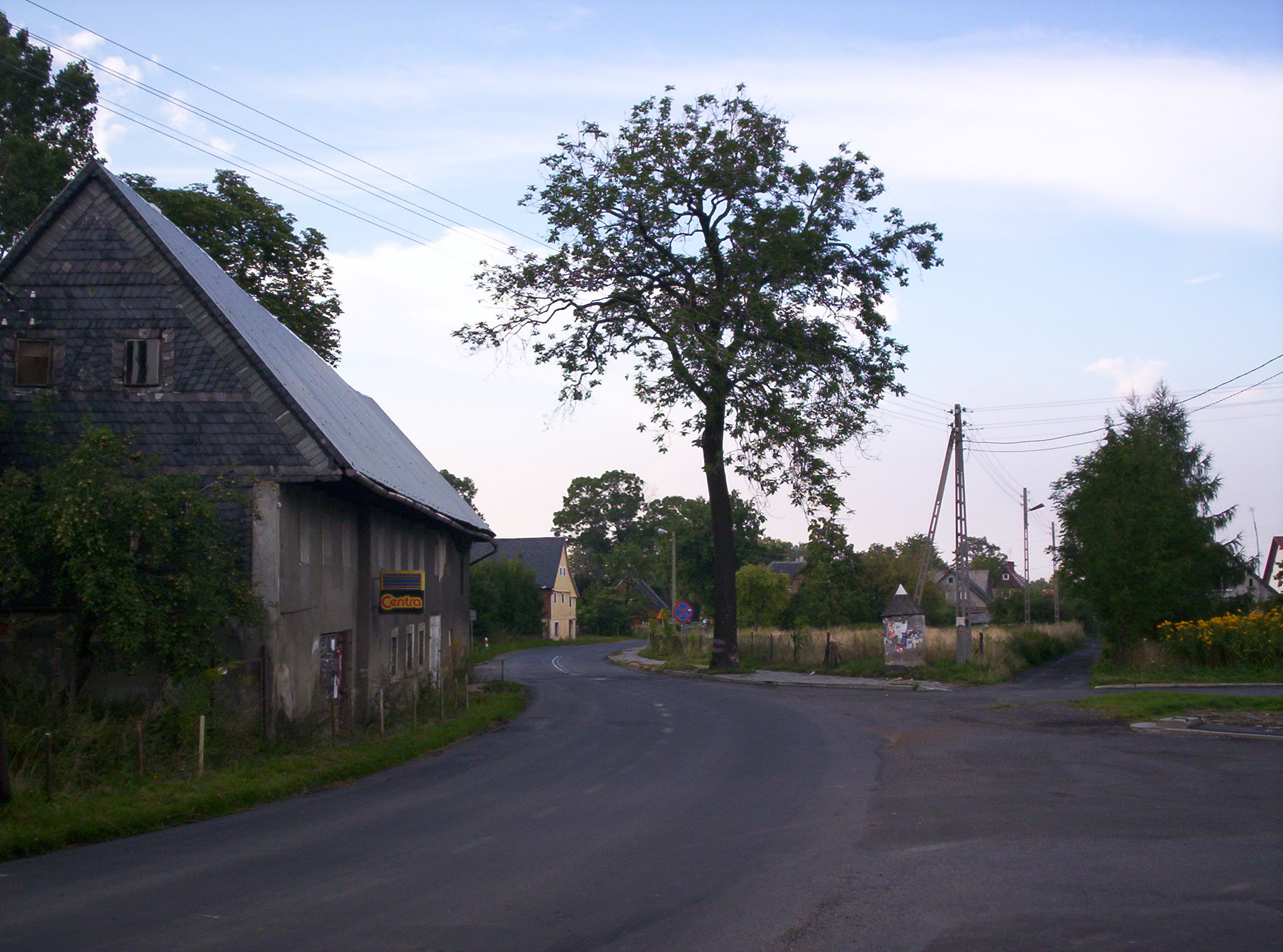
Domy przy głównej drodze